# Titolo di città

Corona per il titolo di città utilizzata in Italia

Il titolo di città è un titolo onorifico storico che distingue le comunità di tipo urbano da quelle di tipo rurale.

## Descrizione
Storicamente (soprattutto nel Medioevo) l'assegnazione di tale titolo comportava privilegi, o comunque un diverso ordinamento legale-amministrativo.
Attualmente, nella maggior parte degli ordinamenti il titolo di città permane come titolo puramente onorifico: il dualismo città-campagna era infatti uno dei tratti distintivi dell'Ancien Régime, e fu cancellato, almeno dal punto di vista legale, dalla Rivoluzione francese.